# Chiaramonte Gulfi
Chiaramonte Gulfi ist eine Gemeinde im Freien Gemeindekonsortium Ragusa in der Region Sizilien in Italien mit 7981 Einwohnern (Stand 31. Dezember 2023).

## Lage und Daten
Chiaramonte Gulfi liegt 15 Kilometer nördlich von Ragusa in den Monti Iblei. Höchste Erhebung der Gemeinde ist der Monte Arcibessi mit einer Höhe von 906 m s.l.m.
Die Einwohner leben hauptsächlich von der Landwirtschaft. Weitere Arbeitsplätze finden sich im Handwerk, besonders in der Marmorverarbeitung und der Kunstschmiede. Besonders bekannt ist die Gemeinde für ihre Spezialitäten aus Schweinefleisch.
Die Nachbargemeinden sind Acate, Comiso, Licodia Eubea (CT), Mazzarrone (CT), Monterosso Almo, Ragusa und Vittoria.
Der Bahnhof Chiaramonte Gulfi lag an der schmalspurigen Bahnstrecke Syrakus–Ragusa.

## Geschichte
Auf dem Gebiet von Chiaramonte Gulfi wurden Siedlungen aus der Bronzezeit gefunden. Im 8. Jahrhundert v. Chr. befand sich hier eine sikulische Siedlung.
Der heutige Ort wurde Anfang des 14. Jahrhunderts von der Familie Chiaramonte gegründet. Man siedelte Bewohner des antiken Gulfi an, das am Fuß des Monte Arcibessi lag und anlässlich  der Sizilianischen Vesper von Franzosen zerstört worden war.
Im 16. Jahrhundert war Chiaramonte Gulfi ein strategisch wichtiger Ort. Er verlor diese Bedeutung jedoch im 18. Jahrhundert an die Stadt Vittoria.
Bei dem verheerenden Erdbeben 1693 im Südosten Siziliens wurde auch Chiaramonte Gulfi weitgehend zerstört und im 18. Jahrhundert im Stil des Barocks wieder aufgebaut.

## Sehenswürdigkeiten
Von der mittelalterlichen Stadtmauer und dem Chiaramonte-Kastell sind nur noch Überreste erhalten.

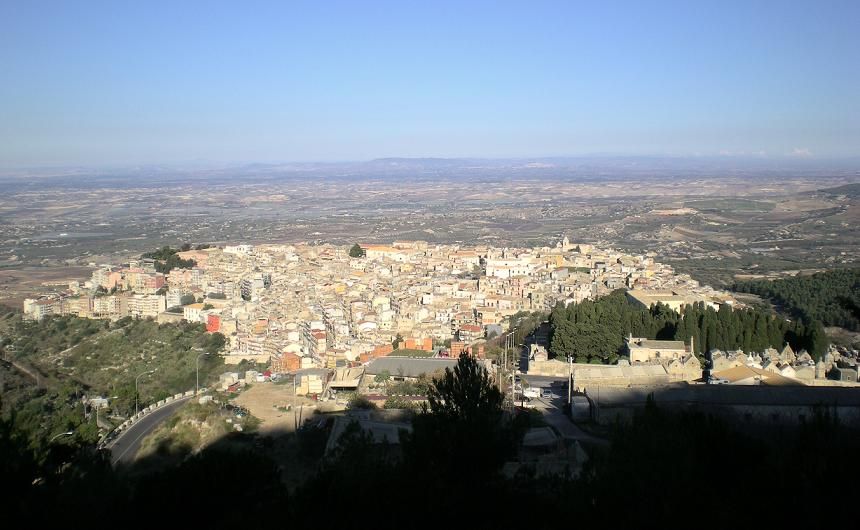
Panorama

Sehenswerte Kirchen sind die Chiesa Santa Maria la Nova aus dem Jahre 1536, die inzwischen mehrmals umgebaut wurde, die Chiesa Madonna del Gesu und das Kloster in der Altstadt, die Chiesa San Salvatore und die Chiesa San Filippo aus dem 17. Jahrhundert sowie die Chiesa San Giovanni Battista, die nach dem Erdbeben 1693 im Barockstil wiederaufgebaut wurde.  Etwas außerhalb der Stadt liegt die Chiesa Madonna di Gulfi, eine Wallfahrtskirche aus dem 17. Jahrhundert.
Im Freien Gemeindekonsortium Ragusa ist Chiaramonte Gulfi die Stadt mit den meisten Museen. Dazu zählen das Museo Ornitologico mit Vogelbälgen aus der Region, das Museo dell’Olio mit Exponaten über die Olivenölproduktion in den Monti Iblei, das Museo dello Sfilato e del Ricamo mit handarbeitlicher Kunst aus der Region, das Museo dell’Arte Sacra mit kirchlicher Kunst, das Museo dei Cimeli Storico-Militari mit Waffen, Uniformen und Fahnen sowie die Casa Museo Liberty mit Exponaten der Freiheitsbestrebungen Siziliens.

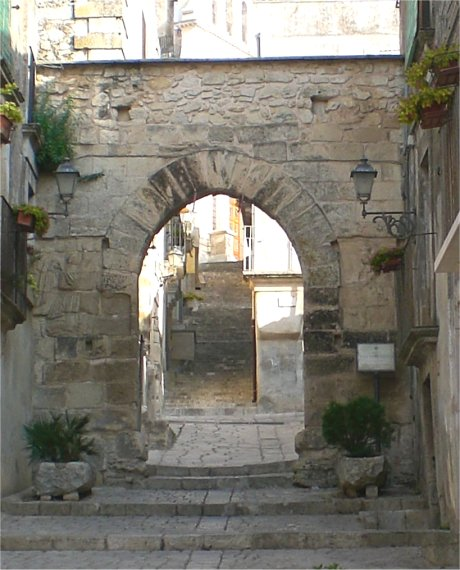
Arco dell'Annunziata
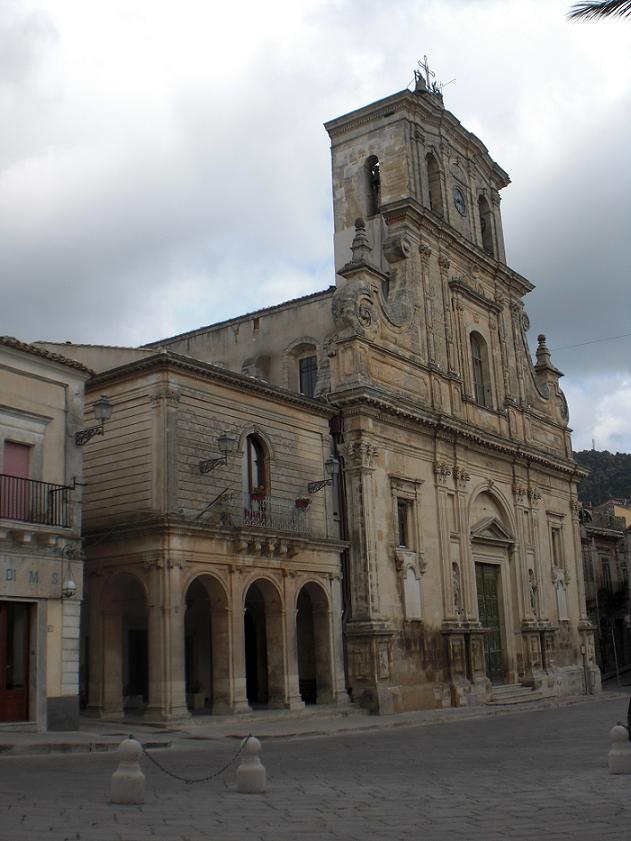
Basilica Santa Maria La Nova
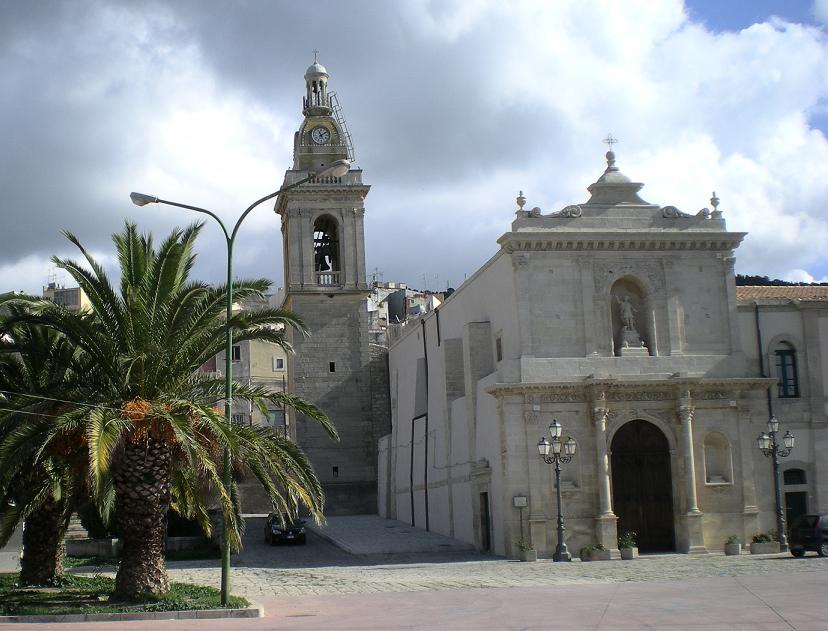
Chiesa San Vito
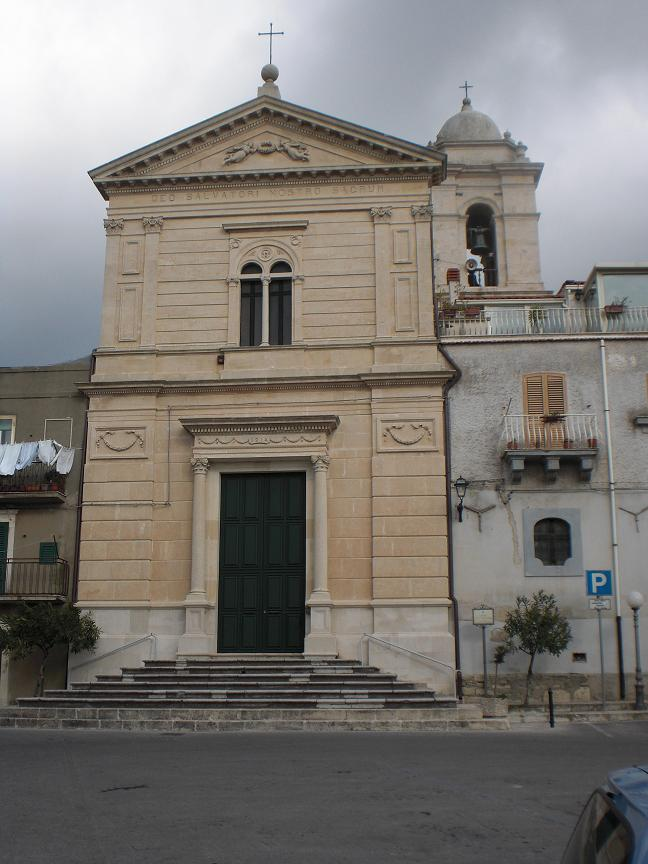
Chiesa San Salvatore
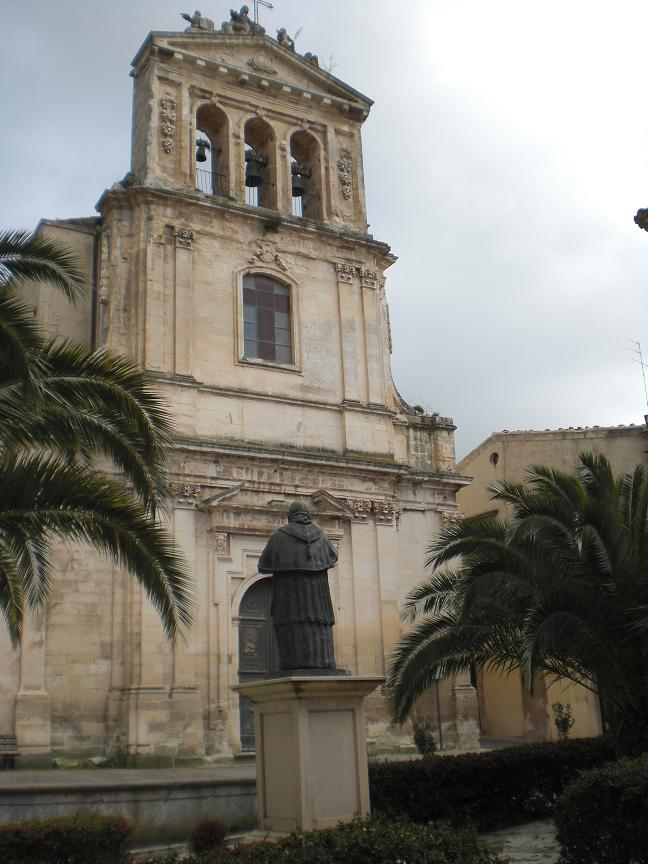
Chiesa San Filippo
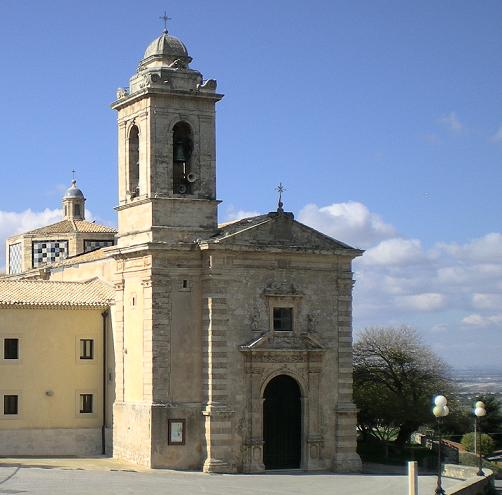
Santuario di Gulfi

## Veranstaltungen
Alljährlich im Februar findet das Festival Sagra della salsiccia zu Ehren der in der Region produzierten Wurstspezialitäten statt. Am letzten Augustwochenende wird regelmäßig das Festa di San Vito Compatrono della Città zu Ehren des Schutzpatrons der Gemeinde veranstaltet.

## Wissenswertes
Der sizilianische Musiker Pippo Pollina widmete dem Ort ein Lied. Es erzählt die Geschichte eines jungen Mannes aus Chiaramonte Gulfi, der Sizilien verlassen hat und bei seinen Besuchen in seinem Heimatdorf vom Leben in Toronto erzählt.